# Wydarzenia zielonogórskie

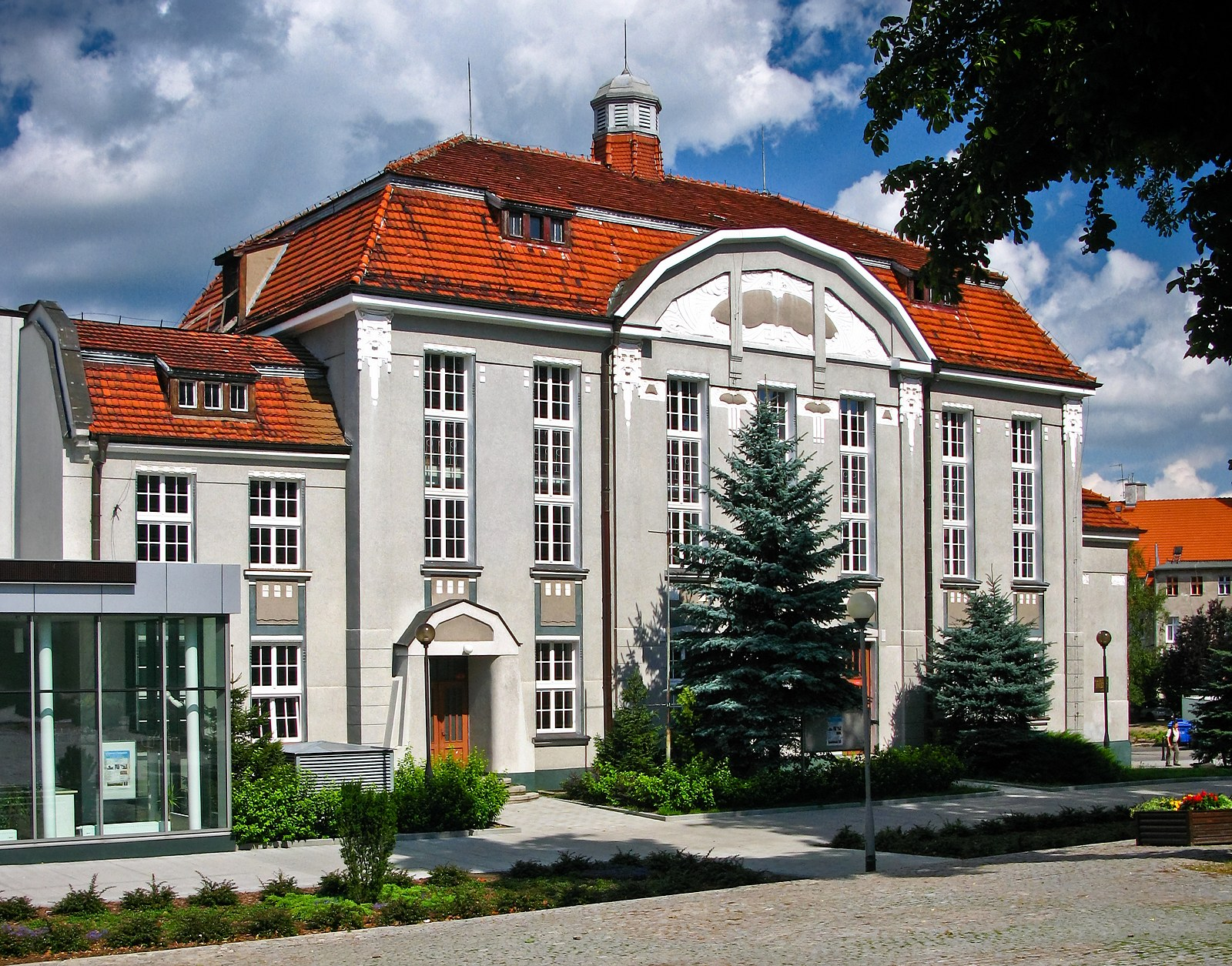
Budynek dawnego Domu Katolickiego, obecnie Filharmonia Zielonogórska

Wydarzenia zielonogórskie – starcia uliczne mieszkańców Zielonej Góry z funkcjonariuszami Milicji Obywatelskiej i członkami Zmotoryzowanych Odwodów Milicji Obywatelskiej, do jakich doszło 30 maja 1960. w ramach protestu przeciwko działaniom podejmowanym przez przedstawicieli władz, zmierzających do likwidacji salek katechetycznych i odebrania Domu Katolickiego parafii pw. św. Jadwigi Śląskiej. Dziś w tym miejscu znajduje się Filharmonia Zielonogórska. Był to jeden z największych protestów w Polskiej Rzeczypospolitej Ludowej w okresie od Poznańskiego Czerwca 1956 roku do grudnia 1970 roku.

## Okoliczności
Dom Katolicki mieścił się w budynku pochodzącym z 1900 roku mieszczącym się przy ul. Powstańców Wielkopolskich 10 na podstawie decyzji wydanej przez wojewodę poznańskiego z 1945 roku. W jego pomieszczeniach znajdowały się m.in. lokalna redakcja „Słowa Powszechnego”, oddział Caritasu, Polski Czerwony Krzyż, a także odbywały się lekcje religii. Prawdopodobnie wykorzystywanie części sal do zajęć katechetycznych uznane zostało przez komunistyczne władze za niedopuszczalne w państwie „budującym socjalizm”, zatem zdecydowano o przejęciu całego budynku na wyłączne potrzeby grającej tam orkiestry. Kiedy ksiądz proboszcz Kazimierz Michalski powiadomił parafian o planowanej eksmisji, zawiadamiając ich o zakończeniu zajęć w Domu Katolickim, to część z nich postanowiła zablokować realizację tej decyzji. Początkowo, około godziny 10:00 rano w poniedziałek, doszło tylko do szarpaniny z milicjantami, która jednak po paru godzinach przekształciła się w zamieszki ogarniające centrum miasta.
W starciach mieszkańców miasta z siłami milicyjnymi, trwającymi od przedpołudnia do wieczora, wzięło udział ok. 5000 osób. Milicjanci użyli pałek i gazu łzawiącego, protestujący ludzie wyrywali bruk z jezdni i rzucali kamieniami. Spalili też dwa samochody milicyjne. Wiele osób odniosło obrażenia, znaczna część protestujących została zatrzymana (333 osoby), aresztowana (część osób zatrzymano w ciągu następnych paru dni na podstawie fotografii wykonanych na miejscu zamieszek przez funkcjonariuszy Służby Bezpieczeństwa) i potem skazana (przed sądem stanęło łącznie 196 osób, w kolegiach orzekających – 48 osób) na kary pozbawienia wolności (ponad 2 miesiące, w tym dwie osoby nawet na 5 lat) lub grzywny. Represje dosięgnęły protestujących ludzi także w ich miejscach pracy lub nauki – niektórzy pozostawali przez długi czas bez pracy. Część uczestników wraz z członkami rodzin została zmuszona do opuszczenia Zielonej Góry na zawsze.

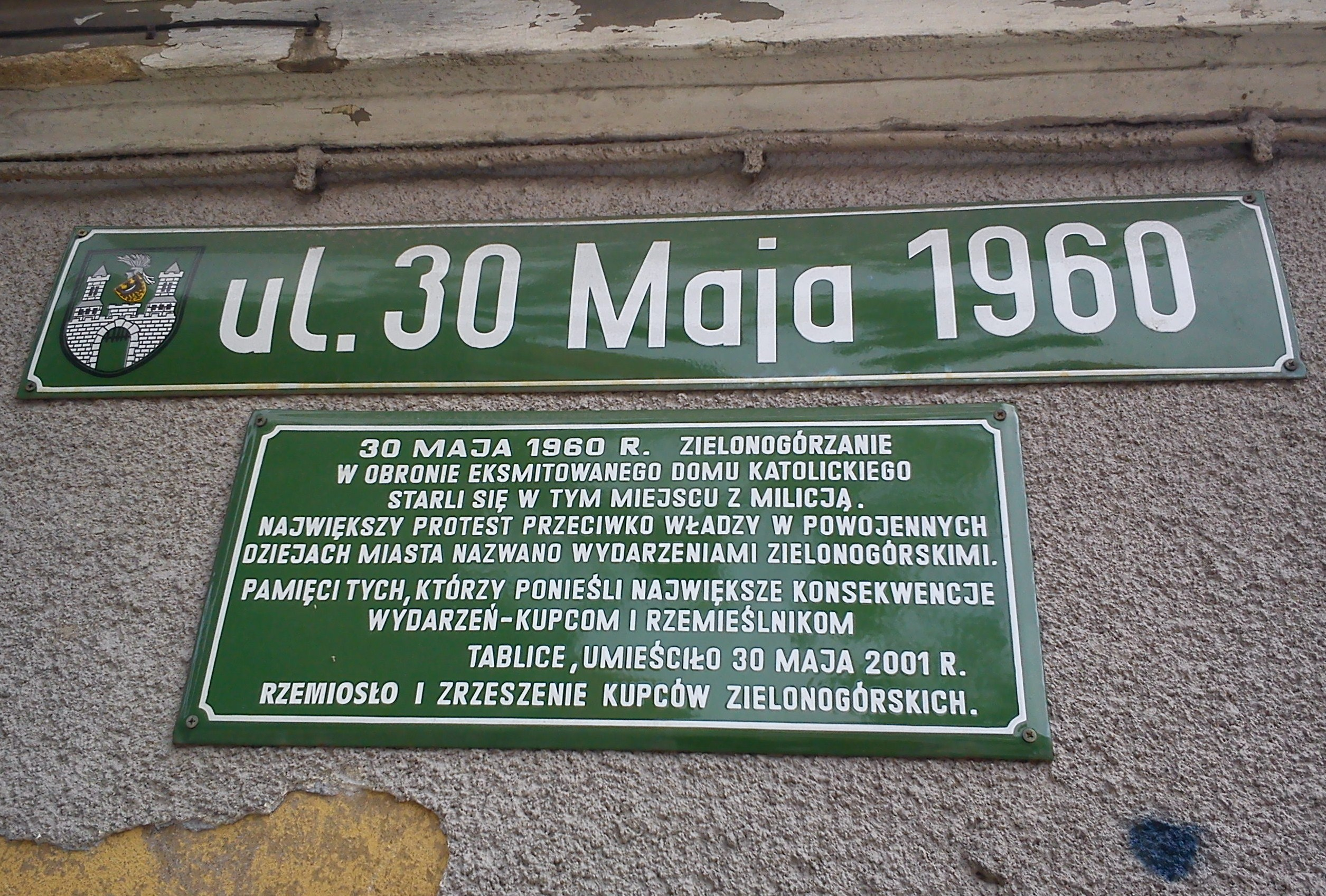
Tablica upamiętniająca wydarzenia

## Upamiętnienie

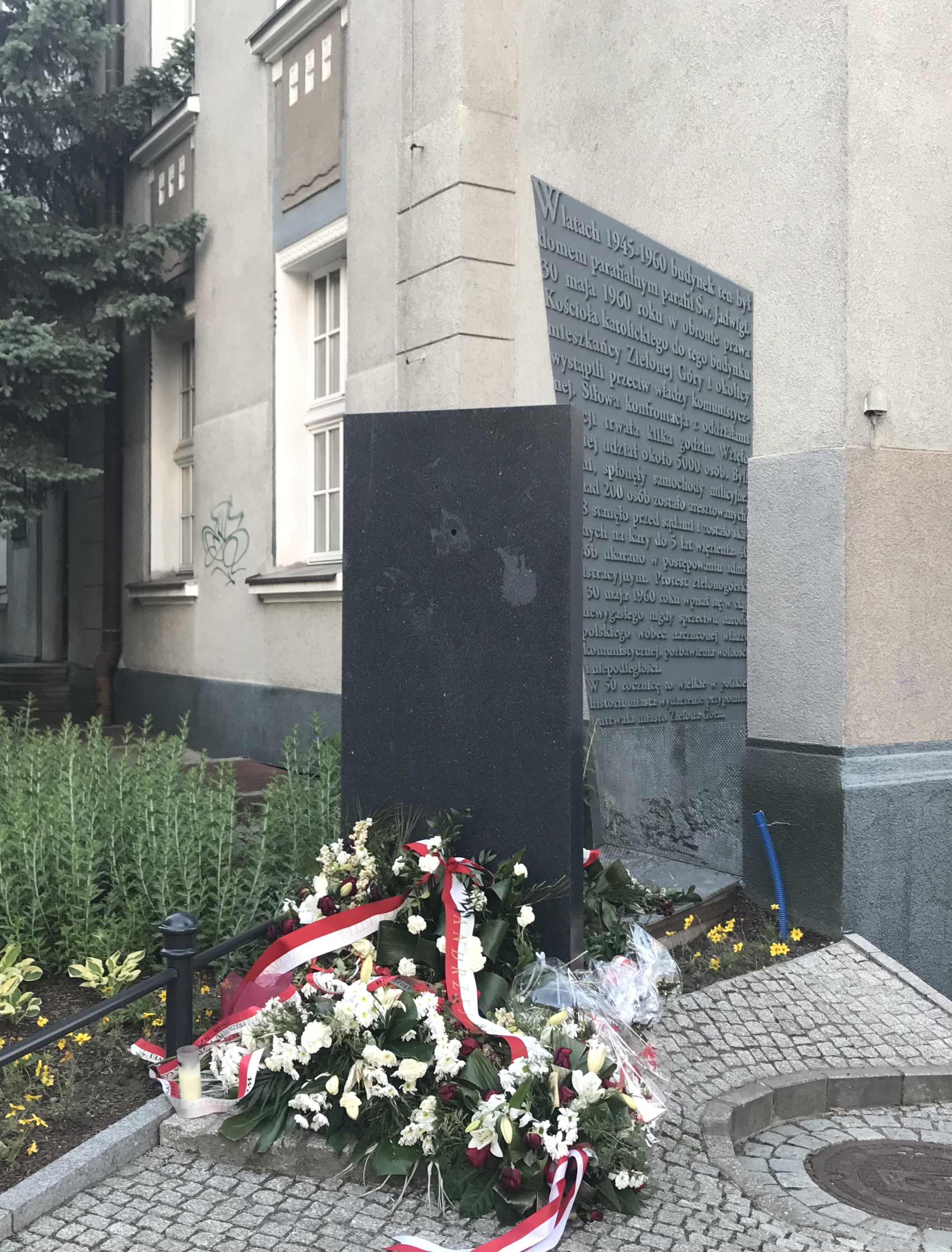
Pomnik Wydarzeń Zielonogórskich

Więzionych, wygnanych i szykanowanych ludzi poddano zbiorowej amnezji. Dopiero w 1995 roku z inicjatywny Katolickiego Stowarzyszenia Civitas Christiana i przy wsparciu finansowym „Radia Zachód” Spółka Akcyjna, ukazała się książka pt. Wydarzenia zielonogórskie w 1960 roku pod redakcją Tadeusza Dzwonkowskiego. W 2000 roku, w czterdziestą rocznicę wydarzeń, ulicy znajdującej się przy siedzibie filharmonii nadano nazwę 30 maja 1960 roku. W 2010 roku obchodzono 50. rocznicę zamieszek. Odsłonięto z tej okazji pomnik Wydarzeń znajdujący się przy siedzibie filharmonii. Odbyła się wystawa oraz zrealizowano krótkometrażowy film. 28 maja 2017 w Zielonej Górze miała miejsce premiera fabularyzowanego filmu dokumentalnego pt. „Wydarzenia Zielonogórskie 1960. Bitwa o Dom Katolicki”, który zrealizowała „Gazeta Lubuska” (Polska Press Grupa).
27 maja 2018 w uroczystościach związanych z 58. rocznicą Wydarzeń Zielonogórskich wziął udział prezydent Polski Andrzej Duda oraz politycy: podsekretarz stanu w Kancelarii Prezydenta Rzeczypospolitej Polskie Wojciech Kolarski, Minister Pracy i Polityki Społecznej Elżbieta Rafalska, wojewoda lubuski Władysław Dajczak. W ramach uroczystości została odprawiona msza święta w konkatedrze pw. św. Jadwigi, odbyły się II bieg sztafetowy, widowisko pt. Ulice Wolności. Odznaczono 34 osoby, uczestników wydarzeń (pośmiertnie m.in. ks. Kazimierza Michalskiego) i żyjące osoby zasłużone w regionie. Podczas przemówienia wygłoszonego na Starym Rynku w Zielonej Górze prezydent Andrzej Duda powiedział: „To było nic innego jak desperacki akt bohaterskiej obrony podstawowych praw obywatelskich, ludzkich, tych, które przynależą się każdemu człowiekowi, z których każdy człowiek ma prawo korzystać”.